# مثنوية الخصائص

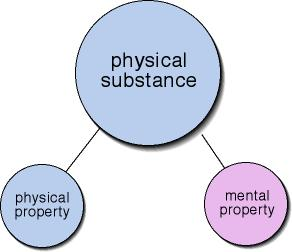
مخطط تمثيلي يبرز مثنوية الخصائص، بأن لكل نوع من المادة خاصيتين، ذهنية وفيزيائية.

مثنوية الخصائص  هي مجموعة من الآراء المطروحة لمحاولة تفسير فلسفة العقل التي تقول بأنه على الرغم من أن الكون يتألف من نوع واحد من المادة -النوع الفيزيائي المادي- ولكن يوجد هناك نوعين من الخصائص: خصائص فيزيائية وخصائص ذهنية.
يمكن التعبير بكلمات أخرى أن مثنوية الخصائص هي وجهة النظر التي تقول بأن الخصائص الذهنية غير الفيزيائية (مثل المعتقدات والرغبات والعواطف) تتلازم مع بعض المواد الفيزيائية (وبشكل خاص هنا الدماغ البشري).
بالمقابل، فإن مثنوية المواد تقول بأنه يوجد هناك نوعين من المواد، المواد الفيزيائية والمواد اللافيزيائية (الذهن)، وبالتالي هناك نوعان من الخصائص التي تلازم المادة المقابلة بشكل متوافق.

## اقرأ أيضاً
- مثنوية
- مثنوية ديكارتية
- ظاهراتية مصاحبة
- روحية شاملة
- ديفيد تشالمرز